# Hully Gully
Hully Gully (oder eingedeutscht „Halligalli“) ist ein Wort aus dem englischen Sprachbereich, das inzwischen auch im Deutschen Eingang gefunden hat. Im Englischen ist es eine Verstärkungsform wie etwa  holterdipolter oder drunter und drüber. Ursprünglich soll es von einem traditionellen Spiel mit Nüssen oder Murmeln kommen. 
Mit „Hully Gully“ oder „Halli Galli“ werden außerdem bezeichnet:
- ein Partytanz der 1960er Jahre, der dem Twist ähnelt,
- Baby Hully Gully, ein Musikstück von The Olympics aus dem Jahr 1960,
- Hully-Gully, ein Musikstück von Udo Jürgens aus dem Jahr 1964,
- ein Fahrgeschäft, bei dem sich die Sitze am Rand einer sich drehenden und schräg stehenden Scheibe befinden (auch als „Disco Fever“ in Betrieb),
- ein Kartenspiel (siehe Halli Galli),
- eine Fernsehsendung (siehe Circus HalliGalli).

Siehe auch